# Chen Guangbiao

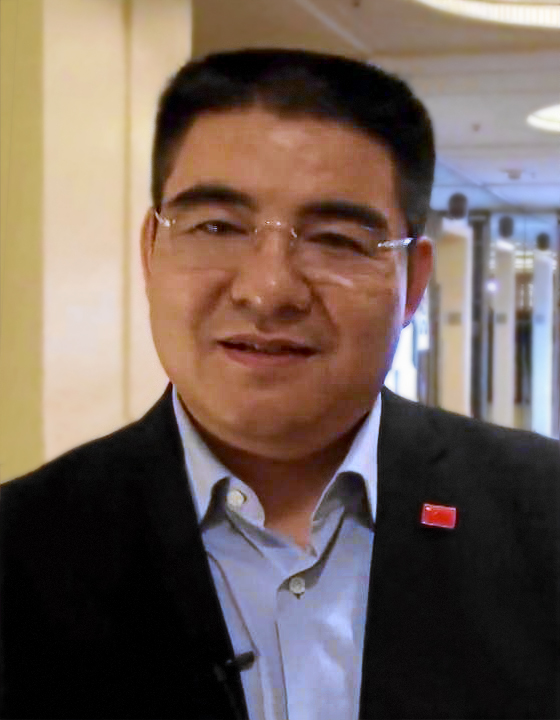
Chen Guangbiao (2014)

Chen Guangbiao (chinesisch 陈光标, Pinyin Chén Guāngbiāo; * Juli 1968 in Sihong, Provinz Jiangsu, Volksrepublik China) ist ein chinesischer Unternehmer und Philanthrop.

## Leben
Chen gründete die Recycling-Firma Huangpu, die ihn zum Millionär machte. Chen zählt zu den 400 reichsten Chinesen. Sein Vermögen wird auf 600 Millionen Euro geschätzt.
Nach dem Sichuan Erdbeben im Jahr 2008 verbrachte er 54 Tage in der Erdbebenzone, half vor Ort und spendete über 100 Millionen yuan ($15 Millionen US$). In den vergangenen zehn Jahren hat er mehr als 152 Millionen Euro gespendet, die rund 700.000 Menschen zugutekamen.
Am 31. Dezember 2013 kündigte er an, die New York Times kaufen zu wollen.
Mit Blick auf die Sperrung der NYT-Website in China durch die Behörden erklärte Guangbiao, dass die Zeitung negativ und verzerrt berichtet habe. Es sei nur natürlich, dass die Regierung dagegen vorgegangen sei: „Wenn ich die Times übernehme, wird die Zeitung nur die Wahrheit berichten und alle Informationen verifizieren müssen“, sagte Chen.
„Wenn das Geschäft nicht zustande kommt, werde ich nach einem anderen glaubwürdigen und einflussreichen Medienunternehmen in den USA suchen.“ Mögliche Kandidaten wären für ihn CNN, die Washington Post oder das Wall Street Journal.